# Branding social
El branding social es un proceso basado en las interacciones sociales por el cual se crea o construye una identidad personal, de una entidad o corporativa. También puede entenderse como la disciplina que se ocupa de la construcción de marca desde una perspectiva y una sensibilidad humana, ética y social. Proviene del anglicismo branding, que denota el proceso de hacer y construir una marca.
Su objetivo es generar, en el ámbito global de la cultura y de la sociedad e independientemente del canal o medio que se utilice, unas conexiones profundas entre la marca y sus principales grupos de interés, llegando a un punto en el que confluyen los intereses de ambos.